# 강내초등학교
강내초등학교는 대한민국 충청북도 청주시 흥덕구 강내면 다락리에 있는 초등학교다.
오짜장

## 학교 연혁
- 1928년 5월 1일 강내공립보통학교 개교(설립인가 3월 1일)
- 1938년 4월 1일 강내공립심상소학교로 개칭
- 1941년 4월 1일 강내공립국민학교로 개칭
- 1950년 6월 1일 강내국민학교로 개칭
- 1984년 3월 12일 병설유치원 개원
- 1995년 3월 1일 저산분교장 본교 통합
- 1996년 3월 1일 강내초등학교 교명 변경
- 2003년 3월 1일 특수학급 신설
- 2014년 3월 1일 제33대 민경찬 교장 취임
- 2015년 2월 17일 제85회 졸업식(15명, 총 6199명)
- 2015년 3월 1일 초등7학급(특수 1학급), 유치원 1학급 편성
- 2016년 3월 1일 제34대 최재인 교장 취임
- 2017년 2월 10일 강내초등학교 제 87회 졸업식(15명, 총 6219명) / 병설유치원 제33회 졸업 및 수료(17명, 총710명)
- 2017년 3월 1일 초등 7학급(특수 1학급 포함), 유치원 1학급 편성

## 학교 상징
- 교화 - 자목련(숭고한 사랑) : 추위를 견디고 잎보다 꽃이 먼저 피는 자목련처럼 어려움을 견디고 이겨내는 의지를 나타내며 약재로도 쓰이는 목련의 쓰임은 사회에 공헌하는 강내 어린이를 상징함.
- 교목 - 대왕솔(장엄, 부귀) : 교정에 늠름하게 서 있는 대왕솔의 늘 푸른 녹색잎과 줄기와 가지의 곡선은 변함없이 힘차고 강직한 기상을 지니며 자유롭고 부드러운 성품을 가진 강내 어린이를 상징함.

## 참고 자료
- 강내초등학교 - 한국교육학술정보원 학교알리미